# Пукет
Пукет е една от 76-те провинции на Тайланд. Столицата ѝ е едноименният град Пукет. Населението на провинцията е 418 785 души (31 декември 2021) – 68-а по население, а площта 543 кв. км (75-а по площ). Намира се в часова зона UTC+7. Разделена е на 3 района, които са разделени на 17 общини и 103 села.

## География
Кох Пукет е най-големият остров в Тайланд, разположен в Андаманско море (Индийския океан). Най-голяма част от провинцията заема хълмистият главен остров. Второстепенните острови, които също са част от провинцията, са значително по-малки.
Пукет има дължина в посока север-юг от около 50 км и максимална ширина в посока изток-запад от около 21 км.
Главният остров на провинция Пукет, Кох Пукет, е свързан с континенталната част на страната, провинция Пханг-Нга, чрез 2 успоредни моста - моста Сарасин и моста Сарасин II, също така наричан моста Тепкасаттри. Първият е достъпен само за пешеходци, докато вторият и по-нов мост е да автомобилен трафик.

## Климат
Климатът в провинцията е тропично-мусонен. Среднодвенните температура се движат целогодишно между  23°C и 25°C, а максималните между 31°C и 34°C. Януари и февруари са месеците с най-малко валежи, докато септември и октомври вали най-много. 

## Икономика
В миналото основните източници на доходи са били добивът на калай и отглеждането на кокосови орехи и каучук. Днес туризмът е с най-голям принос за икономиката на провинцията, следван от транспорта, складирането и комуникациите, търговията на едро и дребно и финансовите услуги.
Туризмът е особено силно развит в курорнтие селища по западното крайбрежие, като Патонг, Карон, Ката, Най Харн, Камала и Бунгтао.

## Религия
По данни от преброяването през 2000 г. 98,5 % от населението са тайландски граждани. 81,6 % от тях са будисти, 17,1 % - мюсюлмани. 38,8 % не са родени в Пукет, а са се преместили от друга провинция.

## Транспорт
Международно летище Пукет (IATA: HKT, ICAO: VTSP) обслужва остров Пукет и части от южен Тайланд. Разположено е на 32 км северно от центъра на град Пукет в подрайона Май Кхао на област Таланг. Летището играе важна роля в туристическата индустрия на Тайланд. То е третото най-натоварено летище в Тайланд по отношение на пътници, след летищата Суварнабхуми и Дон Муанг, които обслужват Бангкок. През 2024 г. летището посреща над 16 милиона пътници.
Автобусен терминал 2 на на автогарата на град Пукет служи като основна транспортна връзка от и до Банкок, както и до други големи градове и провинции в Тайланд. Намира се на около четири километра северно от центъра.

## Снимки
- Плажът на Патонг, най-популярният курурт в Пукет
- улица "Ката" в град Пукет
- статуя на "Големият Буда"
- Изглед над западното крайбрежие